# 福克蘭'82
《福克蘭'82》（英語：Falklands '82），在西班牙語市場名為《馬爾維納斯'82》（西班牙語：Malvinas '82），是1986年發行的回合制战略游戏，由Personal Software Services開發及發行，可在ZX Spectrum與康懋達64游玩。該作為戰略戰爭遊戲（Strategic Wargames）系列第5作，以1982年福克兰战争為背景，圍繞阿根廷占領與英國重新控制福克兰群岛（馬爾維納斯群島）展開。玩家操縱英國特遣部隊，須擊敗群島上所有阿根廷軍或重新控制每個聚居地。
開發方宣布製作Amstrad CPC版，但從未發行。開發人員在開發時從北大西洋公约组织獲取了戰爭的資訊及統計資料。該作褒貶不一，評論者稱讚其圖像細緻，但也有人對玩法及真實性有不同意見，還有人批評阿根廷軍可能在遊戲中“獲勝”。

## 玩法

东福克兰岛北部戰鬥地圖

該作為回合制战略游戏，圍繞福克兰战争期間的陸戰展開。玩家操縱英國特遣部隊對抗占領群島的阿根廷地面部隊。游戏開始時為特遣部隊分配15艘皇家海軍船艦，須依攻防需要按比例投入。玩家之後須從东福克兰岛北部的史坦利港、伯克利灣、考灣（Cow Bay）與聖卡洛斯灣4個登陸點選擇其一來進攻。特种空勤团或特殊舟艇隊在整個游戏過程中都可以提供阿根廷動向相關情報，不過情報收集次數有限。玩家可隨時向競技神號與無敵號2艘航空母艦之一請求增援。
遊戲的主要目標是擊敗群島上所有阿根廷占領軍，或同時控制福克蘭群島全數共10個聚居地。遊戲依難易設定持續25或30回合，若最後一回合結束時所有聚居地尚未控制或仍有阿根廷軍殘留，則遊戲將失敗。福克蘭群島首府史坦利是阿根廷軍最為集中之處。戰鬥共有攻擊、移動、傳遞與“偵察”4種選項。遊戲的天氣系統每回合都會變化，並為各部隊製造障礙，如波濤洶湧的大海會導致海軍艦艇與部隊增援暫時無法使用，而大霧會導致海軍與空軍都無法使用。

皇家海軍艦艇被擊沉的警示文字

遊戲過程中，阿根廷的空襲會頻繁擊沉皇家海軍艦艇，具體取決於最初分配到防禦位置的艦艇數量。此外，阿根廷空軍偶爾會轟炸並摧毀地面上的英國軍，這些軍隊在地圖上以動畫精靈的形式表示。地圖還會顯示包括河流與山脈等地形細節。若部隊位於山頂，受攻擊時會獲得防禦加成，但由於地形陡峭，移動速度會減慢；若玩家選擇進入敵控區，移動將立即結束，使該作戰單位易受阿根廷軍攻擊。

## 背景及發行
理察·科凱恩（Richard Cockayne）與梅斯（Mays）在遊戲開發時從北大西洋公约组织與蘇聯駐英國大使館獲取了冷战與福克蘭戰爭統計資料。科凱恩在《你的電腦》（Your Computer）雜誌採訪中表示，《戲劇歐洲》與《福克蘭'82》分別受到核裁军运动與《太陽報》強烈批評。 《星期日報》的編輯稱《福克蘭'82》“令人厭惡”，因為阿根廷軍可能獲勝。開發方計劃製作Amstrad CPC版，但從未發行。該作以《馬爾維納斯'82》為名在西班牙語市場發售，其中「馬爾維納斯」為西班牙語圈對福克蘭的稱呼。

## 迴響
| 媒体          | 得分  |
| ------------- | ----- |
| 撞擊          | 3/10  |
| Your Sinclair | 8/10  |
| Sinclair User | [ 8 ] |
| Zzap!64       | 34%   |

《太陽報》批評該作含有“阿根廷可能獲勝”的場景，但科凱恩堅稱其公司的遊戲並未淡化這場戰爭。該作發行後獲大多數評論者的正面評價，《Your Sinclair》的雷切尔·史密斯（Rachael Smith）稱讚該作整體體驗，表示其對新玩家“理想”，且能“流暢”遊玩，但也批評其有時“慢得令人惱火”。《撞击》的肖恩·馬斯特森（Sean Masterson）批評該作玩法，稱其未能“提供嚴峻挑戰”，玩家無法嘗試戰術空襲計畫等真正指揮官從未有過的選擇。《Sinclair User》的評論者稱讚該作玩法，稱其“迅速”且對戰爭遊戲新手有“不錯的觸感”，並諷刺地表示無法操縱阿根廷軍游玩有助於改善英阿關係。《Zzap!64》的評論者批評該作缺乏真實性與策略，並表示若玩家“閉著眼睛玩”，開發者之前的遊戲會更可信。
M·埃文·布魯克斯（M. Evan Brooks）在《電腦遊戲世界》評價該作，稱“《硫磺島》或《福克蘭》可能不符合戰爭遊戲老手的口味，但可成為其他玩家轉向電腦衝突模擬的入場券”。
《ZX電腦》（ZX Computing）的評論者稱讚地圖的圖形與細節，但表示“頑固的戰爭遊戲玩家”不會對圖形改進感興趣。《電腦遊戲玩家》（Computer Gamer）的評論者稱讚該作簡單，稱其為“簡單的遊戲”，且是戰爭策略遊戲的“出色”入門。《電腦遊戲世界》在1994年的戰爭遊戲調查評價該作為1星（滿分為5星），並稱“其已過時”。
《Rock, Paper, Shotgun》的提姆·斯通（Tim Stone）在回顧評論中稱讚該作以中立方式展現戰爭能力，不過對無法操縱阿根廷軍表示質疑。斯通總結稱該作較當時其他戰爭策略遊戲有“更大意義”，且具“無可否定的品質”。